# Szereplőtípus
A szereplőtípus olyan kitalált szereplő, aki főként az adott kultúrában jellemző kulturális sztereotípiákon alapul. A szereplőtípusok mindig könnyen beazonosíthatóak egy kultúrkör tagjai számára. Ilyenek például a minden kultúrában előforduló "hős" figurája, a számos mitológiában jelenlévő "tréfacsináló" istenség vagy a viktoriánus regények "úri tolvajai". A szereplőtípusok azt szolgálják, hogy az olvasó könnyebben megtalálja és azonosítani tudja a gyakoribb kulcsszerepeket és könnyebben tudja követni a történetet vagy azonosulni a szereplőkkel.

## Gyakori szereplőtípusok
- Hős
- Antihős
- Szuperhős
- Csatlós
- Gonosz ikertestvér
- Szórakozott professzor
- Őrült tudós
- Szőke herceg
- Szörnyvadász